# Maria Dobroniega av Kiev
Maria Dobroniega av Kiev, född efter 1012, död 13 december 1087, var en polsk furstinna, gift med hertig Kasimir I av Polen.